# Cristiano da Matta
Cristiano Monteiro da Matta (* 19. September 1973 in Belo Horizonte) ist ein ehemaliger brasilianischer Automobilrennfahrer. Er wurde 2002 Indy-Car-Champion und fuhr 2003 und 2004 28 Formel-1-Rennen.

## Karriere

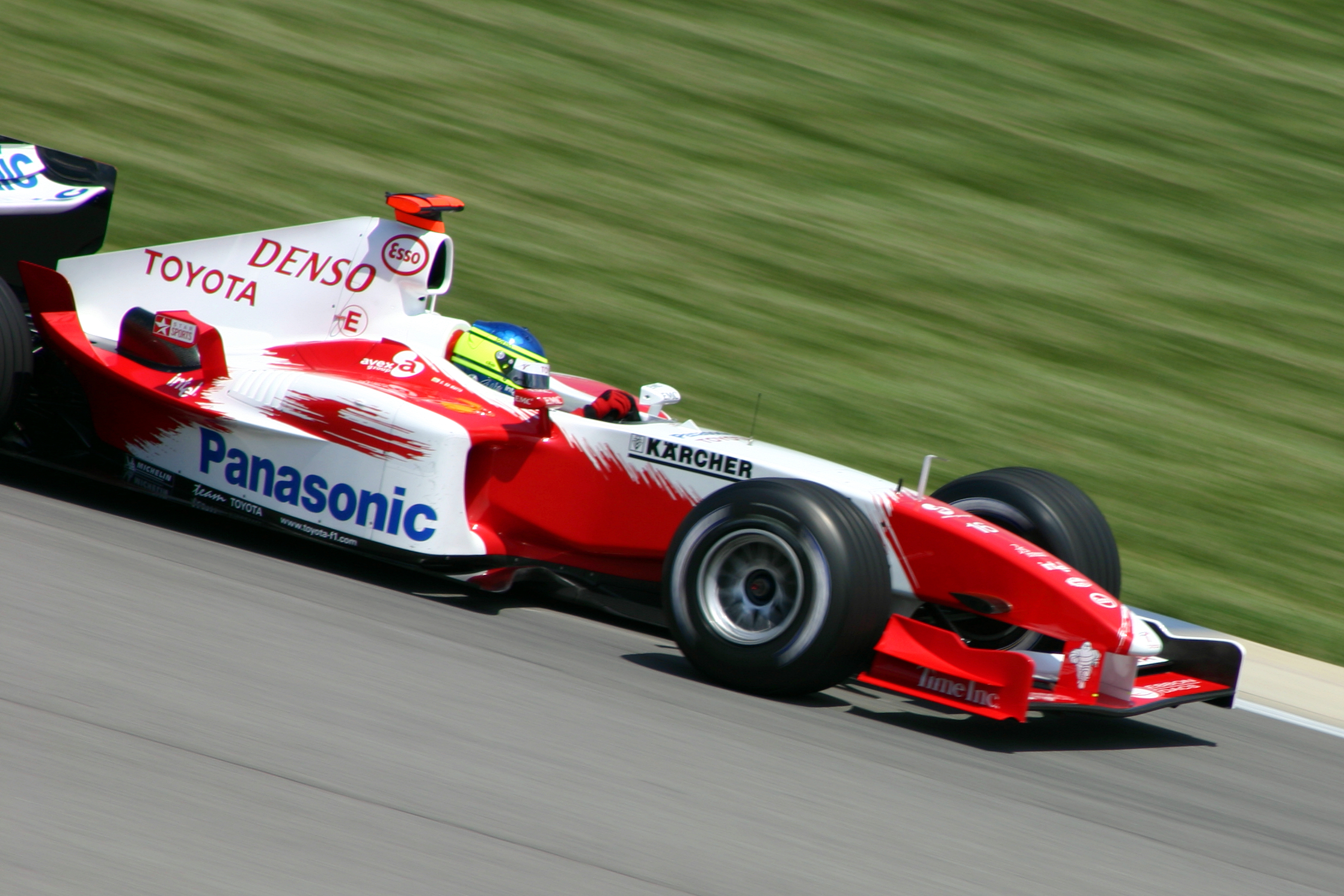
Cristiano da Matta in Indianapolis, 2004

Von 1999 bis 2002 fuhr da Matta bei den Champ Cars in der amerikanischen Championship Series, wo er 2002 mit Newman/Haas Racing den Titel holte. Danach wechselte er in die Formel 1 und bestritt insgesamt 28 GP-Rennen für Toyota Racing, bevor er nach dem Großen Preis von Deutschland 2004 durch Testfahrer Ricardo Zonta ersetzt wurde. 2005 wechselte er erneut in die Champ-Car-Serie, konnte allerdings nicht an die erfolgreiche Zeit von 2002 anknüpfen.
Am 3. August 2006 kollidierte da Matta beim Training auf der Road America-Rennstrecke in Elkhart Lake / Wisconsin mit einem Rothirsch, der auf die Strecke gelaufen war. Da Matta erlitt schwere Kopfverletzungen und musste mit dem Hubschrauber zu einer Notoperation ins Krankenhaus geflogen werden. Nach der Entfernung eines subduralen Hämatoms lag er zur Beobachtung bis zum 20. August 2006 auf der Intensivstation des Theda Clark Memorial Hospital in Neenah, Wisconsin. Am 22. September 2006 wurde er nach Hause entlassen, wo das zwischenzeitlich begonnene Reha-Programm fortgesetzt wird. Sein Rennteam gab bekannt, dass seine Heilung sehr gute Fortschritte mache.
Im November 2008 nahm Da Matta an einem international sehr beachteten Kart-Rennen in Brasilien teil. Außerdem testete er für das 24-h-Rennen in Daytona. In 2010 startete Da Matta in der brasilianischen Rennserie „Fórmula Truck“. Im April 2011 wurde angekündigt, dass Da Matta in den US-amerikanischen Motorsport mit dem Jagua-RSR-GT-Team in der American Le Mans Series zurückkehren wird. Ende der Saison 2012 beendete er seine Karriere.

## Statistik

### Statistik in der Formel-1-Weltmeisterschaft
Diese Statistik umfasst alle Teilnahmen des Fahrers an der Formel-1-Weltmeisterschaft.

#### Gesamtübersicht
| Saison | Team                    | Chassis               | Motor          | Rennen | Siege | Zweiter | Dritter | Poles | schn. Rennrunden | Punkte | WM-Pos. |
| ------ | ----------------------- | --------------------- | -------------- | ------ | ----- | ------- | ------- | ----- | ---------------- | ------ | ------- |
| 2003   | Panasonic Toyota Racing | Toyota TF103          | Toyota 3.0 V10 | 16     | −     | −       | −       | −     | −                | 10     | 13.     |
| 2004   | Panasonic Toyota Racing | Toyota TF104 / TF104B | Toyota 3.0 V10 | 12     | −     | −       | −       | −     | −                | 3      | 17.     |
| Gesamt | Gesamt                  | Gesamt                | Gesamt         | 28     | −     | −       | −       | −     | −                | 13     |         |

#### Einzelergebnisse
| Saison | 1  | 2  | 3   | 4  | 5  | 6   | 7   | 8   | 9  | 10 | 11  | 12 | 13  | 14 | 15 | 16 | 17 | 18 |
| ------ | -- | -- | --- | -- | -- | --- | --- | --- | -- | -- | --- | -- | --- | -- | -- | -- | -- | -- |
| 2003   |    |    |     |    |    |     |     |     |    |    |     |    |     |    |    |    |    |    |
| DNF    | 11 | 10 | 12  | 6  | 10 | 9   | 11  | DNF | 11 | 7  | 6   | 11 | DNF | 9  | 7  |    |    |    |
| 2004   |    |    |     |    |    |     |     |     |    |    |     |    |     |    |    |    |    |    |
| 12     | 9  | 10 | DNF | 13 | 6  | DNF | DSQ | DNF | 14 | 13 | DNF |    |     |    |    |    |    |    |

| Legende  | Legende            | Legende                                                          |
| Farbe    | Abkürzung          | Bedeutung                                                        |
| -------- | ------------------ | ---------------------------------------------------------------- |
| Gold     | –                  | Sieg                                                             |
| Silber   | –                  | 2. Platz                                                         |
| Bronze   | –                  | 3. Platz                                                         |
| Grün     | –                  | Platzierung in den Punkten                                       |
| Blau     | –                  | Klassifiziert außerhalb der Punkteränge                          |
| Violett  | DNF                | Rennen nicht beendet (did not finish)                            |
| Violett  | NC                 | nicht klassifiziert (not classified)                             |
| Rot      | DNQ                | nicht qualifiziert (did not qualify)                             |
| Rot      | DNPQ               | in Vorqualifikation gescheitert (did not pre-qualify)            |
| Schwarz  | DSQ                | disqualifiziert (disqualified)                                   |
| Weiß     | DNS                | nicht am Start (did not start)                                   |
| Weiß     | WD                 | zurückgezogen (withdrawn)                                        |
| Hellblau | PO                 | nur am Training teilgenommen (practiced only)                    |
| Hellblau | TD                 | Freitags-Testfahrer (test driver)                                |
| ohne     | DNP                | nicht am Training teilgenommen (did not practice)                |
| ohne     | INJ                | verletzt oder krank (injured)                                    |
| ohne     | EX                 | ausgeschlossen (excluded)                                        |
| ohne     | DNA                | nicht erschienen (did not arrive)                                |
| ohne     | C                  | Rennen abgesagt (cancelled)                                      |
| ohne     | keine WM-Teilnahme |                                                                  |
| sonstige | P/fett             | Pole-Position                                                    |
| sonstige | 1/2/3/4/5/6/7/8    | Punktplatzierung im Sprint-/Qualifikationsrennen                 |
| sonstige | SR/kursiv          | Schnellste Rennrunde                                             |
| sonstige | *                  | nicht im Ziel, aufgrund der zurückgelegten Distanz aber gewertet |
| sonstige | ()                 | Streichresultate                                                 |
| sonstige | unterstrichen      | Führender in der Gesamtwertung                                   |

### Sebring-Ergebnisse
| Jahr | Team       | Fahrzeug   | Teamkollege     | Teamkollege  | Platzierung | Ausfallgrund |
| ---- | ---------- | ---------- | --------------- | ------------ | ----------- | ------------ |
| 2011 | Jaguar RSR | Jaguar XKR | Bruno Junqueira | Oriol Servià | Rang 38     |              |